# Campeonato Italiano de Futebol - Série A (2010–11)
O Campeonato Italiano de Futebol de 2010–11 foi a 108.ª edição da principal divisão do futebol italiano e a 79.ª como Serie A. A disputa ocorreu com o mesmo regulamento dos anos anteriores, quando foi implementado o sistema de pontos corridos. O grande campeão foi decidido na 36.ª rodada, com o Milan faturando seu 18.º Scudetto, com duas rodadas de antecedência.

## Regulamento
A Serie A será disputada por 20 clubes em dois turnos. Em cada turno, todos os times jogaram entre si uma única vez. Os jogos do segundo turno serão realizados na mesma ordem do primeiro, apenas com o mando de campo invertido. Não há campeões por turnos, sendo declarado campeão da Itália o time que obtiver o maior número de pontos após as 38 rodadas.

### Critérios de desempate
Caso haja empate de pontos entre dois clubes, os critérios de desempates serão aplicados na seguinte ordem:
1. Confronto direto
2. Saldo de Gols
3. Gols Feitos

## Televisão

### No Brasil
Desde a Década de 90, a ESPN detém os direitos televisivos da competição, além da fase final da Copa da Itália e da Supercopa da Itália.
A grande novidade fica por conta da TV aberta. Após cinco temporadas sob o comando da Esporte Interativo (desde quando era apenas parceira da Rede Bandeirantes), a RedeTV! conseguiu adquirir com exclusividade até a temporada seguinte, transmitindo, no máximo, duas partidas por rodada.
O SporTV, canal de TV por assinatura da Rede Globo, renovou com a ESPN e transmitirá pela terceira temporada consecutiva.

## Participantes
| Equipe         | Cidade   | Em 2009–10             | Estádio                    | Capacidade | Títulos (último) |
| -------------- | -------- | ---------------------- | -------------------------- | ---------- | ---------------- |
| Bari           | Bari     | 10º (Primeira Divisão) | São Nicolau                | 58.248     | 0 (não possui)   |
| Bologna        | Bolonha  | 17º (Primeira Divisão) | Renato Dall'Ara            | 38.279     | 7 (1963-64)      |
| Brescia        | Bréscia  | *3º (Segunda Divisão)  | Mario Rigamonti            | 23.486     | 0 (não possui)   |
| Cagliari       | Cagliari | 16º (Primeira Divisão) | Sant'Elia                  | 23.486     | 1 (1969-70)      |
| Catania        | Catânia  | 13º (Primeira Divisão) | Angelo Massimino           | 23.420     | 0 (não possui)   |
| Cesena         | Cesena   | 2º (Segunda Divisão)   | Dino Manuzzi               | 23.860     | 0 (não possui)   |
| Chievo         | Verona   | 14º (Primeira Divisão) | Marc'Antonio Bentegodi     | 39.211     | 0 (não possui)   |
| Fiorentina     | Florença | 11º (Primeira Divisão) | Artemio Franchi (Florença) | 47.282     | 2 (1968-69)      |
| Genoa          | Gênova   | 9º (Primeira Divisão)  | Luigi Ferraris             | 36.536     | 9 (1923-24)      |
| Internazionale | Milão    | 1º (Primeira Divisão)  | San Siro                   | 80.065     | 18 (2009-10)     |
| Juventus       | Turim    | 7º (Primeira Divisão)  | Olímpico de Turim          | 27.500     | 27 (2002-03)     |
| Lazio          | Roma     | 12º (Primeira Divisão) | Olímpico de Roma           | 72.698     | 2 (1999-00)      |
| Lecce          | Lecce    | 1º (Segunda Divisão)   | Via del Mare               | 33.876     | 0 (não possui)   |
| Milan          | Milão    | 3º (Primeira Divisão)  | San Siro                   | 80.065     | 18 (2010-11)     |
| Napoli         | Nápoles  | 6º (Primeira Divisão)  | San Paolo                  | 60.000     | 2 (1989-90)      |
| Palermo        | Palermo  | 5º (Primeira Divisão)  | Renzo Barbera              | 36.871     | 0 (não possui)   |
| Parma          | Parma    | 8º (Primeira Divisão)  | Ennio Tardini              | 27.906     | 0 (não possui)   |
| Roma           | Roma     | 2º (Primeira Divisão)  | Olímpico de Roma           | 72.698     | 3 (2000-01)      |
| Sampdoria      | Gênova   | 4º (Primeira Divisão)  | Luigi Ferraris             | 36.536     | 1 (1990-91)      |
| Udinese        | Udine    | 15º (Primeira Divisão) | Friuli                     | 41.705     | 0 (não possui)   |

(*) Disputado no sistema eliminatório ("mata-mata").

## Classificação
| Pos. | Equipes        | Pts | J  | V  | E  | D  | GP | GC | SG  | Classificação ou rebaixamento                          |
| ---- | -------------- | --- | -- | -- | -- | -- | -- | -- | --- | ------------------------------------------------------ |
| 1    | Milan          | 82  | 38 | 24 | 10 | 4  | 65 | 24 | 41  | Fase de Grupos da Liga dos Campeões da UEFA de 2011–12 |
| 2    | Internazionale | 76  | 38 | 23 | 7  | 8  | 69 | 42 | 27  | Fase de Grupos da Liga dos Campeões da UEFA de 2011–12 |
| 3    | Napoli         | 70  | 38 | 21 | 7  | 10 | 59 | 39 | 20  | Fase de Grupos da Liga dos Campeões da UEFA de 2011–12 |
| 4    | Udinese        | 66  | 38 | 20 | 6  | 12 | 65 | 43 | 22  | Play-off da Liga dos Campeões da UEFA de 2011–12       |
| 5    | Lazio          | 66  | 38 | 20 | 6  | 12 | 55 | 39 | 16  | Play-off da Liga Europa da UEFA de 2011–12             |
| 6    | Roma           | 63  | 38 | 18 | 9  | 11 | 59 | 52 | 7   | Play-off da Liga Europa da UEFA de 2011–12             |
| 7    | Juventus       | 58  | 38 | 15 | 13 | 10 | 57 | 47 | 10  |                                                        |
| 8    | Palermo        | 56  | 38 | 17 | 5  | 16 | 58 | 63 | –5  | Terceira Fase da Liga Europa da UEFA de 2011–12        |
| 9    | Fiorentina     | 51  | 38 | 12 | 15 | 11 | 49 | 44 | 5   |                                                        |
| 10   | Genoa          | 51  | 38 | 14 | 9  | 15 | 45 | 47 | –2  |                                                        |
| 11   | Chievo         | 46  | 38 | 11 | 13 | 14 | 38 | 40 | –2  |                                                        |
| 12   | Parma          | 46  | 38 | 11 | 13 | 14 | 39 | 47 | –8  |                                                        |
| 13   | Catania        | 46  | 38 | 12 | 10 | 16 | 40 | 52 | –12 |                                                        |
| 14   | Cagliari       | 45  | 38 | 12 | 9  | 17 | 44 | 51 | –7  |                                                        |
| 15   | Cesena         | 43  | 38 | 11 | 10 | 17 | 38 | 50 | –12 |                                                        |
| 16   | Bologna        | 42  | 38 | 11 | 12 | 15 | 35 | 52 | –17 |                                                        |
| 17   | Lecce          | 41  | 38 | 11 | 8  | 19 | 46 | 66 | –20 |                                                        |
| 18   | Sampdoria      | 36  | 38 | 8  | 12 | 18 | 33 | 49 | –16 | Zona de rebaixamento à Série B de 2011–12              |
| 19   | Brescia        | 32  | 38 | 7  | 11 | 20 | 34 | 52 | –18 | Zona de rebaixamento à Série B de 2011–12              |
| 20   | Bari           | 24  | 38 | 5  | 9  | 24 | 27 | 56 | –29 | Zona de rebaixamento à Série B de 2011–12              |

## Confrontos
Para ler a tabela, a linha horizontal representa os jogos da equipe como mandante. A coluna vertical indica os jogos da equipe como visitante. 
Resultados do primeiro turno estão em verde.
Resultados do segundo turno estão em azul.
|                | BAR | BOL | BRE | CAG | CTN | CES | CHV | FIO | GEN | INT | JUV | LAZ | LCE | MIL | NAP | PAL | PAR | ROM | SAM | UDI |
| -------------- | --- | --- | --- | --- | --- | --- | --- | --- | --- | --- | --- | --- | --- | --- | --- | --- | --- | --- | --- | --- |
| Bari           | —   | 0–2 | 2–1 | 0–0 | 1–1 | 1–1 | 1–2 | 1–1 | 0–0 | 0–3 | 1–0 | 0–2 | 0–2 | 2–3 | 0–2 | 1–1 | 0–1 | 2–3 | 0–1 | 0–2 |
| Bologna        | 0–4 | —   | 1–0 | 2–2 | 1–0 | 0–2 | 2–1 | 1–1 | 1–1 | 0–0 | 0–0 | 3–1 | 2–0 | 0–3 | 0–2 | 1–0 | 0–0 | 0–0 | 1–1 | 2–1 |
| Brescia        | 2–0 | 3–1 | —   | 1–2 | 1–2 | 1–2 | 0–3 | 2–2 | 0–0 | 1–1 | 1–1 | 0–2 | 2–2 | 0–1 | 0–1 | 3–2 | 2–0 | 2–1 | 1–0 | 0–1 |
| Cagliari       | 2–1 | 2–0 | 1–1 | —   | 3–0 | 0–2 | 4–1 | 1–2 | 0–1 | 0–1 | 1–3 | 1–0 | 3–2 | 0–1 | 0–1 | 3–1 | 1–1 | 5–1 | 0–0 | 0–4 |
| Catania        | 1–0 | 1–1 | 1–0 | 2–0 | —   | 2–0 | 1–1 | 0–0 | 2–1 | 1–2 | 1–3 | 1–4 | 3–2 | 0–2 | 1–1 | 4–0 | 2–1 | 2–1 | 1–0 | 1–0 |
| Cesena         | 1–0 | 0–2 | 1–0 | 1–0 | 1–1 | —   | 1–0 | 2–2 | 0–0 | 1–2 | 2–2 | 1–0 | 1–0 | 2–0 | 1–4 | 1–2 | 1–1 | 0–1 | 0–1 | 0–3 |
| Chievo         | 0–0 | 2–0 | 0–1 | 0–0 | 2–1 | 2–1 | —   | 0–1 | 0–0 | 2–1 | 1–1 | 0–1 | 1–0 | 1–2 | 2–0 | 0–0 | 0–0 | 2–2 | 0–0 | 0–2 |
| Fiorentina     | 2–1 | 1–1 | 3–2 | 1–0 | 3–0 | 1–0 | 1–0 | —   | 1–0 | 1–2 | 0–0 | 1–2 | 1–1 | 1–2 | 1–1 | 1–2 | 2–0 | 2–2 | 0–0 | 5–2 |
| Genoa          | 2–1 | 1–0 | 3–0 | 0–1 | 1–0 | 3–2 | 1–3 | 1–1 | —   | 0–1 | 0–2 | 0–0 | 4–2 | 1–1 | 0–1 | 1–0 | 3–1 | 4–3 | 2–1 | 2–4 |
| Internazionale | 4–0 | 4–1 | 1–1 | 1–0 | 3–1 | 3–2 | 2–0 | 3–1 | 5–2 | —   | 0–0 | 2–1 | 1–0 | 0–1 | 3–1 | 3–2 | 5–2 | 5–3 | 1–1 | 2–1 |
| Juventus       | 2–1 | 0–2 | 2–1 | 4–2 | 2–2 | 3–1 | 2–2 | 1–1 | 3–2 | 1–0 | —   | 2–1 | 4–0 | 0–1 | 2–2 | 1–3 | 1–4 | 1–1 | 3–3 | 1–2 |
| Lazio          | 1–0 | 3–1 | 1–0 | 2–1 | 1–1 | 1–0 | 1–1 | 2–0 | 4–2 | 3–1 | 0–1 | —   | 1–2 | 1–1 | 2–0 | 2–0 | 2–0 | 0–2 | 1–0 | 3–2 |
| Lecce          | 0–1 | 0–1 | 2–1 | 3–3 | 1–0 | 1–1 | 3–2 | 1–0 | 1–3 | 1–1 | 2–0 | 2–4 | —   | 1–1 | 2–1 | 2–4 | 1–1 | 1–2 | 2–3 | 2–0 |
| Milan          | 1–1 | 1–0 | 3–0 | 4–1 | 1–1 | 2–0 | 3–1 | 1–0 | 1–0 | 3–0 | 1–2 | 0–0 | 4–0 | —   | 3–0 | 3–1 | 4–0 | 0–1 | 3–0 | 4–4 |
| Napoli         | 2–2 | 4–1 | 0–0 | 2–1 | 1–0 | 2–0 | 1–3 | 0–0 | 1–0 | 1–1 | 3–0 | 4–3 | 1–0 | 1–2 | —   | 1–0 | 2–0 | 2–0 | 4–0 | 1–2 |
| Palermo        | 2–1 | 4–1 | 1–0 | 0–0 | 3–1 | 2–2 | 1–3 | 2–4 | 1–0 | 1–2 | 2–1 | 0–1 | 2–2 | 1–0 | 2–1 | —   | 3–1 | 3–1 | 3–0 | 0–7 |
| Parma          | 1–2 | 0–0 | 2–0 | 1–2 | 2–0 | 2–2 | 0–0 | 1–1 | 1–1 | 2–0 | 1–0 | 1–1 | 0–1 | 0–1 | 1–3 | 3–1 | —   | 0–0 | 1–0 | 2–1 |
| Roma           | 1–0 | 2–2 | 1–1 | 3–0 | 4–2 | 0–0 | 1–0 | 3–2 | 2–1 | 1–0 | 0–2 | 2–0 | 2–0 | 0–0 | 0–2 | 2–3 | 2–2 | —   | 3–1 | 2–0 |
| Sampdoria      | 3–0 | 3–1 | 3–3 | 0–1 | 0–0 | 2–3 | 0–0 | 2–1 | 0–1 | 0–2 | 0–0 | 1–2 | 1–2 | 1–1 | 1–2 | 1–2 | 0–1 | 2–1 | —   | 0–0 |
| Udinese        | 1–0 | 1–1 | 0–0 | 1–1 | 2–0 | 1–0 | 2–0 | 2–1 | 0–1 | 3–1 | 0–4 | 2–1 | 4–0 | 0–0 | 3–1 | 2–1 | 0–2 | 1–2 | 2–0 | —   |

## Desempenho
Clubes que lideraram o campeonato ao final de cada rodada:
| Rodadas | Rodadas | Rodadas | Rodadas | Rodadas | Rodadas | Rodadas | Rodadas | Rodadas | Rodadas | Rodadas                   | Rodadas                   | Rodadas                   | Rodadas                   | Rodadas                   | Rodadas                   | Rodadas                   | Rodadas                   | Rodadas                   | Rodadas                   | Rodadas                   | Rodadas                   | Rodadas                   | Rodadas                   | Rodadas                   | Rodadas                   | Rodadas                   | Rodadas                   | Rodadas                   | Rodadas                   | Rodadas                   | Rodadas                   | Rodadas                   | Rodadas                   | Rodadas                   | Rodadas                   | Rodadas                   | Rodadas                   |                           |
| ------- | ------- | ------- | ------- | ------- | ------- | ------- | ------- | ------- | ------- | ------------------------- | ------------------------- | ------------------------- | ------------------------- | ------------------------- | ------------------------- | ------------------------- | ------------------------- | ------------------------- | ------------------------- | ------------------------- | ------------------------- | ------------------------- | ------------------------- | ------------------------- | ------------------------- | ------------------------- | ------------------------- | ------------------------- | ------------------------- | ------------------------- | ------------------------- | ------------------------- | ------------------------- | ------------------------- | ------------------------- | ------------------------- | ------------------------- | ------------------------- |
| 1       | 2       | 3       | 4       | 5       | 6       | 7       | 8       | 9       | 10      | 11                        | 12                        | 13                        | 14                        | 15                        | 16                        | 17                        | 18                        | 19                        | 20                        | 21                        | 22                        | 23                        | 24                        | 25                        | 26                        | 27                        | 28                        | 29                        | 30                        | 31                        | 32                        | 33                        | 34                        | 35                        | 36                        | 37                        | 38                        |                           |
| MIL     | CHV     | CES     | INT     | INT     | LAZIO   | LAZIO   | LAZIO   | LAZIO   | LAZIO   | ASSOCIAZIONE CALCIO MILAN | ASSOCIAZIONE CALCIO MILAN | ASSOCIAZIONE CALCIO MILAN | ASSOCIAZIONE CALCIO MILAN | ASSOCIAZIONE CALCIO MILAN | ASSOCIAZIONE CALCIO MILAN | ASSOCIAZIONE CALCIO MILAN | ASSOCIAZIONE CALCIO MILAN | ASSOCIAZIONE CALCIO MILAN | ASSOCIAZIONE CALCIO MILAN | ASSOCIAZIONE CALCIO MILAN | ASSOCIAZIONE CALCIO MILAN | ASSOCIAZIONE CALCIO MILAN | ASSOCIAZIONE CALCIO MILAN | ASSOCIAZIONE CALCIO MILAN | ASSOCIAZIONE CALCIO MILAN | ASSOCIAZIONE CALCIO MILAN | ASSOCIAZIONE CALCIO MILAN | ASSOCIAZIONE CALCIO MILAN | ASSOCIAZIONE CALCIO MILAN | ASSOCIAZIONE CALCIO MILAN | ASSOCIAZIONE CALCIO MILAN | ASSOCIAZIONE CALCIO MILAN | ASSOCIAZIONE CALCIO MILAN | ASSOCIAZIONE CALCIO MILAN | ASSOCIAZIONE CALCIO MILAN | ASSOCIAZIONE CALCIO MILAN | ASSOCIAZIONE CALCIO MILAN | ASSOCIAZIONE CALCIO MILAN |

Clubes que ficaram na última posição do campeonato ao final de cada rodada:
| Rodadas | Rodadas | Rodadas | Rodadas | Rodadas | Rodadas | Rodadas | Rodadas | Rodadas                    | Rodadas                    | Rodadas                    | Rodadas                    | Rodadas                    | Rodadas                    | Rodadas                    | Rodadas                    | Rodadas                    | Rodadas                    | Rodadas                    | Rodadas                    | Rodadas                    | Rodadas                    | Rodadas                    | Rodadas                    | Rodadas                    | Rodadas                    | Rodadas                    | Rodadas                    | Rodadas                    | Rodadas                    | Rodadas                    | Rodadas                    | Rodadas                    | Rodadas                    | Rodadas                    | Rodadas                    | Rodadas                    | Rodadas                    |                            |
| ------- | ------- | ------- | ------- | ------- | ------- | ------- | ------- | -------------------------- | -------------------------- | -------------------------- | -------------------------- | -------------------------- | -------------------------- | -------------------------- | -------------------------- | -------------------------- | -------------------------- | -------------------------- | -------------------------- | -------------------------- | -------------------------- | -------------------------- | -------------------------- | -------------------------- | -------------------------- | -------------------------- | -------------------------- | -------------------------- | -------------------------- | -------------------------- | -------------------------- | -------------------------- | -------------------------- | -------------------------- | -------------------------- | -------------------------- | -------------------------- | -------------------------- |
| 1       | 2       | 3       | 4       | 5       | 6       | 7       | 8       | 9                          | 10                         | 11                         | 12                         | 13                         | 14                         | 15                         | 16                         | 17                         | 18                         | 19                         | 20                         | 21                         | 22                         | 23                         | 24                         | 25                         | 26                         | 27                         | 28                         | 29                         | 30                         | 31                         | 32                         | 33                         | 34                         | 35                         | 36                         | 37                         | 38                         |                            |
| LCE     | UDINESE | UDINESE | UDINESE | UDINESE | UDINESE | FIO     | PAR     | ASSOCIAZIONE SPORTIVA BARI | ASSOCIAZIONE SPORTIVA BARI | ASSOCIAZIONE SPORTIVA BARI | ASSOCIAZIONE SPORTIVA BARI | ASSOCIAZIONE SPORTIVA BARI | ASSOCIAZIONE SPORTIVA BARI | ASSOCIAZIONE SPORTIVA BARI | ASSOCIAZIONE SPORTIVA BARI | ASSOCIAZIONE SPORTIVA BARI | ASSOCIAZIONE SPORTIVA BARI | ASSOCIAZIONE SPORTIVA BARI | ASSOCIAZIONE SPORTIVA BARI | ASSOCIAZIONE SPORTIVA BARI | ASSOCIAZIONE SPORTIVA BARI | ASSOCIAZIONE SPORTIVA BARI | ASSOCIAZIONE SPORTIVA BARI | ASSOCIAZIONE SPORTIVA BARI | ASSOCIAZIONE SPORTIVA BARI | ASSOCIAZIONE SPORTIVA BARI | ASSOCIAZIONE SPORTIVA BARI | ASSOCIAZIONE SPORTIVA BARI | ASSOCIAZIONE SPORTIVA BARI | ASSOCIAZIONE SPORTIVA BARI | ASSOCIAZIONE SPORTIVA BARI | ASSOCIAZIONE SPORTIVA BARI | ASSOCIAZIONE SPORTIVA BARI | ASSOCIAZIONE SPORTIVA BARI | ASSOCIAZIONE SPORTIVA BARI | ASSOCIAZIONE SPORTIVA BARI | ASSOCIAZIONE SPORTIVA BARI | ASSOCIAZIONE SPORTIVA BARI |

## Estatísticas
| Pos. | Jogador            | Equipe                   | Gols |
| ---- | ------------------ | ------------------------ | ---- |
| 1    | Antonio Di Natale  | Udinese                  | 28   |
| 2    | Edinson Cavani     | Napoli                   | 26   |
| 3    | Samuel Eto'o       | Internazionale           | 21   |
| 4    | Alessandro Matri   | Cagliari/Juventus        | 20   |
| 5    | Marco Di Vaio      | Bologna                  | 19   |
| 6    | Giampaolo Pazzini  | Sampdoria/Internazionale | 17   |
| 7    | Francesco Totti    | Roma                     | 15   |
| 8    | Alexandre Pato     | Milan                    | 14   |
| 8    | Robinho            | Milan                    | 14   |
| 8    | Zlatan Ibrahimović | Milan                    | 14   |

| Pos. | Jogador            | Equipe         | Assists. |
| ---- | ------------------ | -------------- | -------- |
| 1    | Zlatan Ibrahimović | Milan          | 14       |
| 1    | Ezequiel Lavezzi   | Napoli         | 14       |
| 3    | Andrea Cossu       | Cagliari       | 12       |
| 3    | Alexis Sánchez     | Udinese        | 12       |
| 5    | Samuel Eto'o       | Internazionale | 11       |
| 6    | Rodrigo Palacio    | Genoa          | 10       |
| 7    | Antonio Cassano    | Sampdoria      | 9        |
| 7    | Cristian Ledesma   | Lazio          | 9        |
| 7    | Francesco Totti    | Roma           | 9        |
| 7    | Mauro Zárate       | Lazio          | 9        |

### Hat-tricks
| Jogador             | Para           | Contra    | Resultado | Data                    |
| ------------------- | -------------- | --------- | --------- | ----------------------- |
| Miloš Krasić        | Juventus       | Cagliari  | 3–3       | 26 de setembro de 2010  |
| Javier Pastore      | Palermo        | Catania   | 3–1       | 14 de novembro de 2010  |
| Antonio Di Natale   | Udinese        | Lecce     | 4–0       | 14 de novembro de 2010  |
| Giampaolo Pazzini   | Sampdoria      | Lecce     | 3–2       | 21 de novembro de 2010  |
| Antonio Di Natale   | Udinese        | Napoli    | 3–1       | 28 de novembro de 2010  |
| Dejan Stanković     | Internazionale | Parma     | 5–2       | 28 de novembro de 2010  |
| Nenê                | Cagliari       | Catania   | 3–0       | 12 de dezembro de 2010  |
| Edinson Cavani      | Napoli         | Juventus  | 3–0       | 9 de janeiro de 2011    |
| Edinson Cavani      | Napoli         | Sampdoria | 4–0       | 30 de janeiro de 2011   |
| Alexis Sánchez4     | Udinese        | Palermo   | 7–0       | 27 de fevereiro de 2011 |
| Antonio Di Natale   | Udinese        | Palermo   | 7–0       | 27 de fevereiro de 2011 |
| Edinson Cavani      | Napoli         | Lazio     | 4–3       | 3 de abril de 2011      |
| Francesco Grandolfo | Bari           | Bologna   | 4–0       | 22 de maio de 2011      |

4 Jogador marcou quatro gols